# Munjong
Munjong (né le 3 octobre 1414 et mort le 14 mai 1452) est le cinquième roi de la Corée en période Joseon.
Il a régné du 18 mai 1450 jusqu'à sa mort.